# Басе
Басе (фр. Bassée) насеље је и општина у североисточној Француској у региону Север-Па д Кале, у департману Север која припада префектури Лил.
По подацима из 2011. године у општини је живело 6.304 становника, а густина насељености је износила 1780,79 становника/km². Општина се простире на површини од 3,54 km². Налази се на средњој надморској висини од 43 метара (максималној 31 m, а минималној 21 m).

## Демографија
| 1962. | 1968. | 1975. | 1982. | 1990. | 1999. | 2011. |
| ----- | ----- | ----- | ----- | ----- | ----- | ----- |
| 5.355 | 5.463 | 6.025 | 6.319 | 6.017 | 5.914 | 6.304 |

График промене броја становника у току последњих година